# Янковиці (Прошовицький повіт)
Янковиці (пол. Jankowice) — село в Польщі, у гміні Кошиці Прошовицького повіту Малопольського воєводства.
Населення — 95 осіб (2011).
У 1975-1998 роках село належало до Келецького воєводства.

## Демографія
Демографічна структура станом на 31 березня 2011 року:
|          | Загалом | Допрацездатний вік | Працездатний вік | Постпрацездатний вік |
| -------- | ------- | ------------------ | ---------------- | -------------------- |
| Чоловіки | 42      | 6                  | 31               | 5                    |
| Жінки    | 53      | 10                 | 29               | 14                   |
| Разом    | 95      | 16                 | 60               | 19                   |